# 館野美欧
館野 美欧（たての みお、1982年 - ）は、元武蔵野大学の広報課職員。元ニッポン放送のディレクター、報道記者。夫はニッポン放送編成局編成部プロデューサーの冨山雄一。

## 来歴
東京都出身。2005年3月、上智大学文学部新聞学科卒業後の同年4月、ニッポン放送に入社。大学在学中は女子軟式野球部に所属しており、大の東京ヤクルトスワローズファンで神宮球場でビールの売り子のアルバイトをしていた。
新人研修後に営業促進部に仮配属された後、スポーツ部へ配属され、ディレクターとしてスポーツ番組の制作に携わる。スポーツ部の所属ではあるが、2007年6月から開始した、「オールナイトニッポン40周年プロジェクト」メンバーとして加わり、オリエンタルラジオと同じ年と言う事で、『オリエンタルラジオのオールナイトニッポンR』の様々なコーナーに出演した。
2009年1月人事にて報道部へ異動。国会担当記者となり、朝の情報番組にて取材報告等で出演して行く。2011年、館野がディレクターを担当したラジオドキュメンタリー番組が平成23年日本民間放送連盟賞ラジオ報道番組 優秀を受賞。
2014年3月末付けでニッポン放送を退社し、同年4月、武蔵野大学に就職し、企画・広報課に配属された。

## 出演番組

### 過去
- オリエンタルラジオのオールナイトニッポンR - 2007年12月 - 2008年3月
- 上柳昌彦のお早うGoodDay! - 「首都圏ローカルニュース」、「GoodDay!ニュースネットワーク」及び「ザ・特集」取材報告 - 2009年1月 - 2010年6月
- 高嶋ひでたけのあさラジ!
- 高田文夫のラジオビバリー昼ズ
- 垣花正のあなたとハッピー!
- 上柳昌彦 ごごばん!

### 制作番組
- ニッポン放送ショウアップナイター（ディレクター）
- 日曜競馬ニッポン（ディレクター）
- TOYOTA スポーツドリーム
- 師岡正雄のショウアップナイター編集部!
- キャプテン川淵の行こうぜ!オレたちのニッポン
- 松本ひでおのショウアップナイターネクスト
- ショウアップナイタードリーム
- 青木宣親ドリームファクトリー